# Katarina Hočevar
Katarina Hočevar, slovenska uradnica in političarka, * 22. oktober 1977.
Hočevarjeva, magistra upravnih znanosti in do izvolitve zaposlena na MKGP RS, je bila leta 2011 na Državljanski listi Gregorja Viranta izvoljena v Državni zbor Republike Slovenije.